# Plouay
Plouay (bret. Ploue) – miejscowość i gmina we Francji, w regionie Bretania, w departamencie Morbihan.
Według danych na rok 1990 gminę zamieszkiwały 4834 osoby, a gęstość zaludnienia wynosiła 72 osoby/km² (wśród 1269 gmin Bretanii Plouay plasuje się na 91. miejscu pod względem liczby ludności, natomiast pod względem powierzchni na miejscu 29.).